# Ernie Freeman
Ernie Freeman (Cleveland, 16 agosto 1922 – Los Angeles, 16 maggio 1981) è stato un pianista, organista e arrangiatore statunitense Tra gli anni 50 e gli anni 70 arrangiò molte canzoni rhythm and blues e pop di successo.

## Infanzia
Freeman nacqua a Cleveland nell'Ohio. I suoi genitori erano Ernest Freeman, Sr. e Gertrude Freeman (nata Richardson). Aveva un fratello, Art Freeman, che lavorava nel campo musicale e della registrazione e talvolta collaborava con Ernest. La moglie di Freeman era Isabelle Freeman (nata Collier), che collaborò con lui in alcune canzoni. Freeman aveva una figlia, Janis.

## Carriera
Nel 1935 iniziò a suonare nei locali notturni della zona di Cleveland e formò un trio di musica classica per funzioni sociali locali con suo padre e sua sorella Evelyn. Intorno al 1939, lui ed Evelyn formarono una nuova band, The Evelyn Freeman Swing Band, con alcuni compagni della Cleveland Central High School. Evelyn suonava il piano, mentre Ernie suonava il sassofono e iniziava anche a scrivere arrangiamenti per la band. La band iniziò a suonare regolarmente presso la Circle Ballroom di Cleveland e trasmise spettacoli per la stazione radio WHK. Nel 1942, la maggior parte della band, a parte Evelyn, si unì alla Marina degli Stati Uniti, e divenne la prima banda della Marina interamente afroamericana, chiamata The Gobs of Swing con Ernie come leader.
Dopo aver lasciato la Marina nel 1945, Ernie entrò al Cleveland Institute of Music, dal quale si laureò. Nel 1946 si trasferì con la sua famiglia a Los Angeles, per frequentare l'University of Southern California, dove conseguì il master in composizione musicale. A Los Angeles, suonò nei club, accompagnando Dinah Washington e Dorothy Dandridge tra gli altri e registrò con il proprio nome per l'etichetta Mambo. Dopo aver lavorato come arrangiatore per Woody Herman, si unì alla Ernie Fields Orchestra, suonando il piano. Altri membri della band includevano i sassofonisti Earl Bostic e Plas Johnson, il chitarrista René Hall e il batterista Earl Palmer. Nel 1951 anche Freeman iniziò a suonare con il Billy Hadnott Sextet, ma lasciò il gruppo nel 1954 per formare la sua band con Johnson, Palmer e il chitarrista Irving Ashby . Nel 1955 pubblicarono il loro primo disco, "No No Baby" attraverso l'etichetta Middle-Tone. Registrarono con un gruppo vocale, i Voices, che includevano Bobby Byrd e Earl Nelson.
Freeman suonò in diverse sessioni di rock e R&B a Los Angeles, in California, negli anni '50, in particolare attraverso le etichette Specialty, Modern e Aladdin, nonché per artisti bianchi come Duane Eddy e Bobby Vee. Suonò il piano in "The Great Pretender" dei The Platters nel 1955, e iniziò a pubblicare una serie di dischi strumentali propri, inizialmente attraverso Cash Records. Questi includevano "Jivin 'Around" (n° 5 nella classifica R&B del 1956). Nel 1956 l'Ernie Freeman Combo e i Platters apparvero nel film Rock Around The Clock della Paramount Pictures presentato da Alan Freed . Nello stesso anno firmarono un contratto con la Imperial Records, attraverso la quale pubblicarono 29 singoli e sette LP nei successivi sette anni. Il suo primo singolo per l'etichetta fu "Lost Dreams", che raggiunse il 7 ° posto nella classifica R&B. La sua cover di "Raunchy" di Bill Justis, il suo più grande successo da solista, raggiunse il 4º posto nella classifica pop e il 1º posto nella classifica R&B nel 1957. Tornò in classifica nel 1958, quando la sua versione di "Indian Love Call" raggiunse il 58º posto nella classifica pop di Billboard.
Freeman si esibì nel famoso concerto Cavalcade of Jazz prodotto da Leon Hefflin Sr. tenutosi presso lo Shrine Auditorium di Los Angeles il 3 agosto 1958. Altri artisti che si esibirono furono Little Willie John, Ray Charles, Sam Cooke e Bo Rhambo . Sammy Davis Jr. era lì per incoronare il vincitore del concorso di bellezza Miss Cavalcade of Jazz. L'evento includeva anche i primi quattro disc jockey di spicco di Los Angeles.
Nel 1958 la Ernie Fields Orchestra, incluso Freeman, divenne la house band per la nuova etichetta discografica Rendezvous. Nel 1961, con Palmer, Johnson e René Hall, iniziò a registrare come B. Bumble and the Stingers, con Freeman che suonava il piano nel loro primo successo, "Bumble Boogie" (ma non con quello successivo, "Nut Rocker"). Nello stesso anno, Lew Bedell, il proprietario della Doré Records, gli suggerì di registrare una versione di un jingle pubblicitario della Maxwell House. Il disco, "Percolator (Twist)", è stato accreditato come Billy Joe & the Checkmates ed è salito al numero 10 della Billboard Hot 100 all'inizio del 1962. Freeman si esibì e lavorò da arrangiatore con i The Routers e il loro gruppo parallelo, The Marketts .
Freeman continuò con successo la sua carriera di sessione negli anni 60, arrangaiando e apparendo su materiale di Frank Sinatra ( "That's Life", "Strangers in the Night"), Connie Francis ("Jealous Heart", "Addio, mi' amore"), Dean Martin (" Tutti amano qualcuno ", "Somewhere There a Someone"), Johnny Mathis e Petula Clark ("This Is My Song", "For Love"), e diventando direttore musicale per la Reprise Records . Dal 1960 al 1969 arrangiò praticamente ogni sessione per Snuff Garrett alla Liberty Records, inclusi gli artisti Julie London, Bobby Vee, Johnny Burnette, Gene McDaniels, Timi Yuro e Walter Brennan, nonché una serie di oltre 25 album strumentali con il titolo "The 50 Guitars of Tommy Garrett" che presentavano un gotha dei musicisti di sessione di Los Angeles, Tommy Tedesco, Laurindo Almeida, Howard Roberts, Bob Bain e Barney Kessel e molti altri. Come nota a piè di pagina, "National City" della Joiner Arkansas Junior High School Band, arrivata al n°53 in classifica nel maggio 1960, è stata realizzata da un gruppo di musicisti di studio guidati da Ernie Freeman. Freeman compose anche musica per diversi film, tra cui The Cool Ones (1967), Doppio bersaglio (1967), The Pink Jungle (1968) e Duffy, Il re del doppio gioco (1968); e arrangiò Carol Burnett nel 1972 per l'album della Columbia Records Carol Burnett Featuring If I Could Write a Song .
Nel 1970 collaborò negli arrangiamenti per archi dell'album Bridge Over Troubled Water di Simon & Garfunkel prima del suo ritiro nel decennio successivo. Nel 1972, pubblicò un singolo, "Overture", sull'etichetta della Oak Records. Secondo diverse fonti, soffriva di alcolismo. Morì nella sua casa di Los Angeles nel 1981 per un attacco di cuore e fu sepolto a Forest Lawn Memorial Park a Glendale in California.

## Premi
Freeman vinse dei Grammy Award per i suoi arrangiamenti di "Strangers in the Night" (1966) di Frank Sinatra e "Bridge Over Troubled Water" (1970) di Simon e Garfunkel.

## Discografia

### Singoli
| Anno | Singolo (Lato A, Lato B) Both sides from same album except where indicated                     | Posizione in classifica | Posizione in classifica | Album                              |
| Anno | Singolo (Lato A, Lato B) Both sides from same album except where indicated                     | US Pop                  | US R&B                  | Album                              |
| ---- | ---------------------------------------------------------------------------------------------- | ----------------------- | ----------------------- | ---------------------------------- |
| 1955 | "Jivin' Around"—Part 1 b/w Part 2                                                              | -                       | 5                       | Jivin "O" Round                    |
| 1955 | "The Shuck" b/w "Our Love"                                                                     | -                       | -                       | Tracce non presenti in alcun album |
| 1956 | "Lost Dreams" b/w "Rockin' Around"                                                             | -                       | 7                       | Jivin "O" Round                    |
| 1956 | "Rainy Day" b/w "Funny Face"                                                                   | -                       | -                       | Jivin "O" Round                    |
| 1956 | "Spring Fever" b/w "Walking The Beat"                                                          | -                       | -                       | Jivin "O" Round                    |
| 1956 | "A Touch Of The Blues" b/w "Return To Me"                                                      | -                       | -                       | Jivin "O" Round                    |
| 1957 | "Without A Love" b/w "Night Life"                                                              | -                       | -                       | Tracce non presenti in alcun album |
| 1957 | "River Boat" b/w "Swing It" (traccia non comparsa in alcun album)                              | -                       | -                       | Twistin' Time                      |
| 1957 | "Dumplin's" b/w "Beautiful Weekend"                                                            | 75                      | -                       | Twistin' Time                      |
| 1957 | "Raunchy" b/w "Puddin'" (traccia non comparsa in alcun album)                                  | 4                       | 1                       | Raunchy                            |
| 1958 | "The Tuttle" b/w "Leaps and Bounds"                                                            | -                       | -                       | Tracce non presenti in alcun album |
| 1958 | "Theme From Igor" b/w "Shape Up"                                                               | -                       | -                       | Tracce non presenti in alcun album |
| 1958 | "Indian Love Call" b/w "Summer Serenade"                                                       | 59                      | -                       | Dreaming With Freeman              |
| 1958 | "Rose Marie" b/w "After Sunset" (da Dreaming With Freeman)                                     | -                       | -                       | Tracce non presenti in alcun album |
| 1958 | "Jamboree" b/w "Junior Jive"                                                                   | -                       | -                       | Tracce non presenti in alcun album |
| 1958 | "School Room Rock" b/w "Blues After Hours"                                                     | -                       | -                       | Tracce non presenti in alcun album |
| 1959 | "Live It Up" b/w "Whispering Hope"                                                             | -                       | -                       | Tracce non presenti in alcun album |
| 1959 | "Marshmallows, Popcorn and Soda Pop" b/w "Honey"                                               | -                       | -                       | Twistin' Time                      |
| 1959 | "A Summer Love" b/w "Always With You"                                                          | -                       | -                       | Tracce non presenti in alcun album |
| 1959 | "One More Time Around" b/w "Lost Dreams"                                                       | -                       | -                       | Tracce non presenti in alcun album |
| 1959 | "Big River" b/w "Night Sounds" (da Twistin' Time)                                              | -                       | -                       | Tracce non presenti in alcun album |
| 1960 | "Beautiful Obsession" b/w "Tenderfoot" Presentato come "Sir Chauncey and His Exciting Strings" | -                       | -                       | Tracce non presenti in alcun album |
| 1960 | "Rockin' Red Wing" b/w "Dark Eyes"                                                             | -                       | -                       | Tracce non presenti in alcun album |
| 1960 | "Prayers" b/w "Autumn and Eve"                                                                 | -                       | -                       | Tracce non presenti in alcun album |
| 1960 | "Theme from The Dark at the Top of the Stairs" b/w "Come On Home" (da Raunchy)                 | 70                      | -                       | The Dark At The Top Of The Stairs  |
| 1960 | "Midi-Midinette" b/w "Beyond Our Love" Presentato come "Sir Chauncey"                          | -                       | -                       | Tracce non presenti in alcun album |
| 1960 | "Hawaiian Eye" b/w "Heartbreak Hotel"                                                          | -                       | -                       | Tracce non presenti in alcun album |
| 1961 | "That's All" b/w "Swamp Meeting"                                                               | -                       | -                       | Raunchy                            |
| 1961 | "Warsaw Concerto" b/w "Theme From Return To Peyton Place"                                      | -                       | -                       | Tracce non presenti in alcun album |
| 1961 | "The Swingin' Preacher" b/w "Conquest" (da Twistin' Time)                                      | -                       | -                       | Tracce non presenti in alcun album |
| 1962 | "The Twist" b/w "Shine On Harvest Moon" (da The Stripper)                                      | 93                      | -                       | Twistin' Time                      |
| 1962 | "What Am I Living For" b/w "I Didn't Want To Do It"                                            | -                       | -                       | The Stripper                       |
| 1962 | "The Stripper" b/w "I Hear You Knocking" (Non-album track)                                     | -                       | -                       | The Stripper                       |
| 1962 | "The Freeloader" b/w "Say It Isn't So" (da Ernie Freeman Plays Irving Berlin)                  | -                       | -                       | Tracce non presenti in alcun album |
| 1962 | "Half As Much" b/w "I'm Sorry For You, My Friend"                                              | -                       | -                       | Soulful Sound Of Country Classics  |
| 1965 | "Raunchy '65" b/w "Jivin' Around"                                                              | -                       | -                       | Tracce non presenti in alcun album |

### Album selezionati

#### Come musicista principale
- Plays Irving Berlin (Imperial, 1956)
- Jivin' O Round (Imperial, 1957)
- Raunchy (Imperial, 1957)
- Theme from The Dark at the Top of the Stairs (Imperial, 1960)
- Twistin' Time (Imperial, 1962)
- Limbo Dance Party (Liberty, 1962)
- Ernie Freeman at the Organ (Liberty, 1963)
- Hit Maker (ABC, 1967)

#### Altri
- Cry of the Wounded Jukebox  (con Lorenzo Holden, Southland, 1954–56)
- Man of Many Parts (con Buddy Collette, Contemporary, 1956)
- Rockin' with Plas (con Plas Johnson, Capitol, 1957)
- The Capitol Years (con Johnny Otis, Capitol, 1957)
- This Must Be the Plas (con Plas Johnson, Capitol, 1959)
- Mood for the Blues (con Plas Johnson, Capitol, 1960)
- National City (con Joiner Arkansas Junior High School Band, Liberty, 1960)
- Half Past Lonely (con Flo Bennett, SS Jazz, 1962)
- Roots (con Jimmy Witherspoon, Reprise, 1962)
- Baby, Baby, Baby (con Jimmy Witherspoon, Prestige, 1963)
- Charlie Barnet (con Charlie Barnet, Ava, 1962)
- The Intimate Keely Smith (con Keely Smith, Reprise, 1965)